# Regnéville-sur-Mer
Regnéville-sur-Mer település Franciaországban, Manche megyében. Lakosainak száma 731 fő (2022. január 1.). Regnéville-sur-Mer Montmartin-sur-Mer és Orval-sur-Sienne községekkel határos.

## Népesség
A település népessége az elmúlt években az alábbi módon változott:
| Lakosok száma | 829  | 793  | 769  | 838  | 778  | 750  | 736  | 741  | 739  | 731  |
|               | 1968 | 1982 | 1990 | 2006 | 2013 | 2015 | 2017 | 2019 | 2020 | 2022 |